# Каришковський Петро Йосипович
Петро́ Йо́сипович Каришко́вський (12 березня 1921, Одеса — 6 березня 1988, Одеса) — український історик, нумізмат, науковець-енциклопедист. Доктор історичних наук, професор, з 1963 року і до останніх днів завідував кафедрою історії стародавнього світу та середніх віків Одеського університету.

## Біографія
Петро Йосипович Каришковський народився 12 березня 1921 року в Одеса.
Батько Каришковського — Ікар Осип Титович (1880—1965) — уродженець міста Кам'янець-Подільський, був учасником російсько-японської війни, Першої світової та громадянської воєн; після демобілізації з лав РСЧА (1923 рік) працював на різних підприємствах міста Одеси на адміністративно-технічних посадах.
Мати, уроджена Радзієвська Ольга Федорівна (1889—1942) — киянка, була вчителькою молодших класів.
У 1939 році вступив на історичний факультет Одеського університету, до початку другої світової війни був студентом II курсу. У Радянській Армії не служив, оскільки був знятий з обліку через поганий зір. Під час оборони Одеси в червні—вересні 1941 року працював на спорудженні протитанкових ровів.
З квітня 1944 року до кінця 1946 року працював в Одеському археологічному музеї на посаді наукового співробітника.
У 1945 року закінчив навчання на історичному факультеті Одеського університету.
У 1946—1948 роках був аспірантом з загальної історії (історія Стародавнього світу і Візантійської імперії). Науковий керівник — Артемій Готалов-Готліб.
Після аспірантури продовжив роботу в Одеському університеті. З 1963 року і до кінця життя — завідувач кафедри історії стародавнього світу та середніх віків.
Брав участь у багатьох наукових конференціях і сесіях, був членом редколегії республіканських збірок «Археологія», брав активну участь у видавничій діяльності Одеського археологічного музею АН УРСР.
Під його керівництвом підготовлено і захищено близько десятка кандидатських дисертацій.
З моменту створення Товариства з охорони пам'яток історії та культури брав участь у його діяльності, був членом президії обласної та республіканської організації. Каришковського було обрано членом-кореспондентом Німецького археологічного інституту, Американського нумізматичного товариства, стояв біля витоків відродження Одеського археологічного товариства.
Помер 6 березня 1988 в Одесі. Похований на Другому Християнському цвинтарі Одеси.

## Наукові дослідження
У 1951 році Петро Йосипович захистив кандидатську дисертацію в Москві при Інституті історії АН СРСР «Політичні взаємини Візантії, Болгарії та Русі в 967—971 рр.». У його дисертації були розкриті проблеми, пов'язані з русько-болгарськими відносинами під час Балканських воєн князя Святослава Ігоровича, уточнена хронологія русько-візантійської війни за часів Святослава Ігоровича та описані події, пов'язані з історією його балканських походів. Результати дослідження були опубліковані в журналах «Питання історії», «Візантійський літопис», «Вісник древньої історії». Критика джерел по цій темі актуальна донині і постійно цитується сучасними дослідниками.
З часом його наукові інтереси змінюються він стає дослідником античності, перш за все з історії та культури Північного Причорномор'я та Візантії. Опублікував близько 180 робіт, з яких найзначніші присвячені епіграфіці та нумізматиці — особливо монетам Ольвії, за якими Каришковський у 1968 році захистив докторську дисертацію «Монетна справа і грошовий обіг Ольвії (VI ст. до н. е. — IV ст. н. е.)», (опублікована окремим виданням у 2003 році). Брав участь у розкопках на о-ві Березань (1946—1949) та міста Ніконій (2-га пол. 1950-х років).
У 1985 році видано монографію у співавторстві з І. Б. Клейманом — «Стародавнє місто Тіра. Історико-археологічний нарис». У монографії на підставі археологічних і письмових джерел відновлюються історія Тіри, соціальний лад і культура міста, його місце серед інших античних міст і роль в житті племен Північно-Західного Причорномор'я протягом тисячоліття (з підстави Тіри у VI ст. до н. Е. й до її загибелі у IV ст. н. е.).
У 1988 році видав монографію «Монети Ольвії. Нарис грошового обігу Північно-Західного Причорномор'я в античну епоху». У монографії вперше у вітчизняній науці простежується процес виникнення, розквіту і занепаду грошового обігу в Ольвійському полісі рубежу VII—VI ст. до н. е. — IV ст. н. е. Показано особливості грошового обігу в Нижньому Побужжі, виділена роль іноземних і місцевих монет на різних етапах історії Ольвії. У зв'язку з датуваннями окремих емісій порушуються питання, пов'язані з монетним справою Ольвії. Враховуються монетні знахідки в регіоні. Особливо розглядаються написи, що містять дані з історії грошового обігу.
Продовжуючи роботу в Одеському державному університеті, Каришковський читав різні курси лекцій, найчастіше історію Греції та Риму. Масштабні знання та висока ерудиція дозволили йому в різні роки вести лекції на історичному факультеті за шістьма історичними курсами, з шести спеціальних дисциплін і розробити чимало спецкурсів із стародавньої та середньовічної історії, курс «Вступ до спеціальності» нумізматики та інші.
Глибина наукових досліджень Петра Йосиповича у великій мірі були обумовлені тим, що він досконало володів багатьма мовами: англійською, німецькою, італійською, румунською, польською, чеською, болгарською, сербською, латинською та давньогрецькою.
Каришковський був обраний членом-кореспондентом Німецького археологічного інституту [Архівовано 7 вересня 2015 у Wayback Machine.], Американського товариства нумізматики, стояв біля витоків Одеського археологічного товариства.

## Наукові праці

### Монографії
- Пётр Осипович Карышковский. Основные монографии [Архівовано 4 травня 2018 у Wayback Machine.]
- Куликовская битва. — М., 1955.
- Восстание Спартака. — М., 1956.
- Древний город Тира. — Киев: Наукова думка, 1985. — 159 с. (у співавторстві з Ісааком Клейманом)
- Монеты Ольвии. Киев, 1988
- Монетное дело и денежное обращение Ольвии (VI в. до н. э. — IV в. н.э.). — Одесса: , 2003.

### Статті
- Русско-болгарские отношения во время Балканских войн Святослава // ВИ. — 1951. — № 8.
- О хронологии русско-византийской войны при Святославе // Византийский временник. — 1952. — Т. V.
- К вопросу о первоисточниках по истории походов Святослава // КСИС. — 1952. — № 9.
- Балканские войны Святослава в византийской исторической литературе // Византийский временник. — 1953. — Т. 6.
- Боспор и Рим в I в. н. э. по нумизматическим данным // Вестник древней истории. — 1953. — № 3.
- О мнимом болгарском источнике летописных сводов // Труды Одес. ун-та. — 1954. — Т. 144.
- К истории балканских походов Руси при Святославе // КСИС. — 1955. — № 14.
- Лев Диакон о Тмутараканской Руси // Византийский временник. — 1960. — № 42.
- Материалы к собранию древних надписей Сарматии и Тавриды // Вестник древней истории. — 1966. — № 2.
- Из истории поздней Ольвии // Вестник древней истории. — 1968. — № 1.
- Ольвийские эпонимы // Вестник древней истории. — 1978. — № 2.
- Ольвийские монеты: производство [Архівовано 25 грудня 2005 у Wayback Machine.].

## Вшанування
На честь професора Каришковського названо вулицю в Одесі.